# Чакона

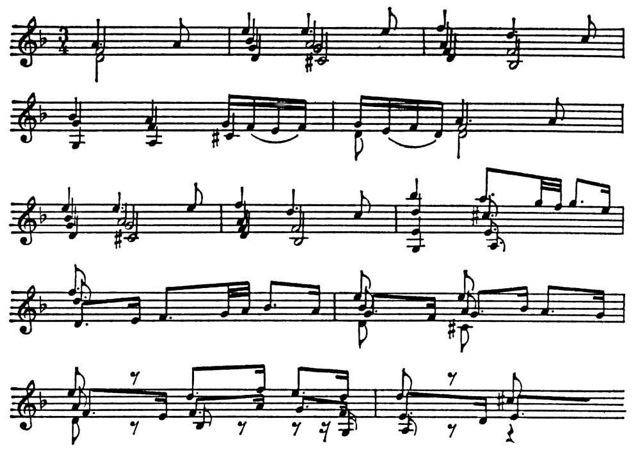
Чакона Баха из второй партиты d-moll для скрипки соло

Чако́на (исп. chаlgia, итал. ciaccona, фр. chaconne) — изначально средневековый танец карнавального характера. Благодаря испанским инструменталистам XVI века, сумевшим раскрыть в своих сочинениях мелодико-ритмическое богатство иберо-американской народной музыки, музыкальная тема чаконы, равно как сарабанды, фолии и пассакальи, повлияла на общеевропейскую композиторскую практику. Чакона схожа с пассакальей, танцем с иным происхождением, но в дальнейшем развитии сблизилась с последней. В настоящее время оба термина используются в одинаковом смысле. 
В эпоху барокко — популярная  инструментальная пьеса. Представляет собой полифонические вариации на тему, которая в неизменном виде повторяется в басу (basso ostinato); верхние голоса при этом разнообразно варьируются.

## История
Первоначально чакона была народным танцем, известным в Испании с конца XVI века. Танец исполнялся в сопровождении пения и игры на кастаньетах, в оживленном темпе, с размером 3/4. Характер, согласно описаниям М. Сервантеса (новелла «La ilustre Fregona», опубликована в 1610 г.), Лопе де Вега (1618 г.) и др., был неистовым и диким. Имеются данные о зарождении жанра в испанской популярной культуре Латинской Америки. Не исключается также его мексиканское, индейское или мулатское происхождение.
Многие сохранившиеся записи для лютни и гитары свидетельствуют о быстром распространении чаконы в Европе, где она видоизменилась: стала медленным плавным танцем сосредоточенно-величавого характера с лирическим оттенком, чаще в миноре.
В Италии чакона, сближаясь с пассакалией, обогатилась вариационным развитием на основе basso ostinato.
Перейдя в XVII веке в придворный балет Франции, чакона приобрела медленный темп, церемонный характер.
Со временем название «чакона» стало применяться к инструментальным нетанцевальным произведениям (один из ранних образцов имеется в Sonate concertate T. Мерулы для 2 скрипок с basso continuo, 1637 г.), как самостоятельным (известнейшая в скрипичной литературе чакона для скрипки с басом, приписываемая композитору Т. А. Витали) или со вступительной пьесой (Прелюдия и чакона для клавира И. К. Ф. Фишера), так и входящим в партиту, сюиту (сюита G-dur для клавира Генделя).
Особую популярность приобрела чакона из партиты ре минор И. С. Баха для скрипки соло.
Известны также чаконы для органа И. Пахельбеля. Композиторы XVII—XVIII вв. применяли форму чаконы в оперных финалах.
С XVIII века слово «чакона» стало применяться к нетанцевальным пьесам в форме полифонических вариаций с неизменным басом, близким с пассакальей. Обычно чаконы проникнуты возвышенно-сосредоточенным, иногда трагическим настроением.
В XIX веке композиторы почти не обращаются к чаконе; некоторые черты её претворены в таких глубоких сочинениях, как 32 вариации c-moll для фортепиано Бетховена, финал Четвёртой симфонии Брамса. Композиторы XX века обращаются к жанру чаконы сравнительно редко: М. Регер (чакона для скрипки соло, 1909-12), Ф. Бузони (Токката: прелюдия, фантазия, чакона для фортепиано, 1921), Э. Кшенек (токката и чакона для фортепиано, 1922), Б. Барток (соната для скрипки соло, 1943-44, 1-я часть), Р. К. Щедрин (чакона в четырёхдольном размере из «Полифонической тетради» для фортепиано, 1972).

## Отличие от пассакалии
В отличие от пассакальи, чакона представляет собой вариации скорее на гармоническую последовательность с чётким басом, чем на остинатный бас. В целом, чакона – жанр более камерный, проще пассакальи, меньшее применение в ней находит полифония, варьирование носит орнаментальный характер, причём часто орнаментируется бас (например, в чаконе с 21 вариацией G-dur для клавира Генделя). В музыке XX века чакона практически перестала отличаться от пассакальи (3-я часть фп. трио М. Равеля, некоторые соч. П. Хиндемита); границы представления о чаконе в современной музыке почти неопределённы.

## Чакона в литературе
Анна Ахматова дважды упоминает чакону из второй партиты для скрипки Баха:
В стихотворении «Сон», написанном 14 августа 1956 г.:
А мне в ту ночь приснился твой приезд
Он был во всем... И в баховской Чаконе,
И в розах, что напрасно расцвели...
Анна Ахматова
В «Поэме без героя»:
Полно мне леденеть от страха,
Лучше кликну Чакону Баха.
А за ней войдет человек...
Он не станет мне милым мужем,
Но мы с ним такое заслужим,
Что смутится Двадцатый Век.
Анна Ахматова